# Alejandro Frezzotti
Alejandro Javier Frezzotti (Monte Buey, 15 febbraio 1984) è un calciatore argentino, centrocampista dell'Atlético Chicoana.

## Carriera
Ha giocato nella massima serie argentina con Lanús, Chacarita Juniors e Gimnasia (LP), nella massima serie peruviana con lo Sporting Cristal e nella massima serie ecuadoriana con il Deportivo Cuenca.